# Suharău
Suharău est une commune du județ de Botoșani en Roumanie.